# MegaTokyo
Megatokyo (jap. メガトーキョー) – komiks internetowy tworzony od 14 sierpnia 2000 roku, najpierw przez Freda Gallaghera (rysunki) i Rodneya Castona (tekst), a potem tylko przez Gallaghera. Rysunki są wykonywane wyłącznie ołówkiem, utrzymane w stylu komiksów manga. Fabuła koncentruje się na dwóch Amerykanach, Piro i Largo, którzy trafili do Tokio bez możliwości powrotu do domu. Charakter Megatokyo z czasem ewoluował z typowych dla internetowych komiksów pojedynczych, kilkuobrazkowych historii połączonych osobami bohaterów, w nieregularną pod względem formy, zachowującą ciągłość, fabularną opowieść. Wraz ze zmianą formy zmianie uległa również treść (co mniej więcej zbiegło się w czasie z odejściem Castona) – akcja znacznie zwolniła tempo, a poszczególne odcinki nie są już, jak na początku, nastawione na humorystyczną puentę, ale raczej na rozwijanie fabuły, która obecnie na ogół krąży wokół dylematów natury miłosnej poszczególnych bohaterów. Mimo że komiks ten jest dostępny bezpłatnie w Internecie, jego popularność  sprawiła, że zdecydowano się go wydawać w formie książkowej, najpierw w Stanach Zjednoczonych, a potem w wielu innych krajach, w tym w Polsce.

## Opis fabuły
Dwójka bohaterów Megatokyo jest wzorowana na twórcach komiksu – Piro uosabia Freda Gallaghera, zaś Largo wzorowany jest na Rodneyu Castonie. Choć osobowości obu bohaterów w dużym stopniu odzwierciadlają oryginały, w komiksie prowadzą oni własne, alternatywne życie. Piro to nieśmiały i raczej niezbyt pewny siebie młody człowiek, który ubóstwia japońską kulturę (głównie mangę, anime i dating simy). Largo – bardziej nietypowa osoba – ma obsesję na punkcie budowania wysoce zaawansowanych technologicznie komputerów i używania ich do grania w przeróżne gry, wydaje się też zatracać poczucie rzeczywistości w otaczającym go świecie i wszędzie dookoła widzi elementy z gier. Typowy współczesny Don Kichot. Wielki fan piwa, oraz mistrz sztuki "L33T".
Przybywają oni do Tokio po wypadku, jaki miał miejsce na targach komputerowych E3 i odkrywają, że nie mają pieniędzy na bilet do domu. Przez jakiś czas mieszkają u Tsubasy – kolegi Piro z Japonii – lecz ostatecznie zostają zmuszeni do samodzielnego życia w obcym kraju. Piro znajduje pracę w sklepie z grami komputerowymi, o nazwie "Megagamers", natomiast Largo od czasu do czasu pomaga policji, a także pracuje jako nauczyciel angielskiego w miejscowym liceum.
W komiksie występuje sporo stereotypów z różnych mang i anime. Jednakże autor potrafi także pewne stereotypy wyśmiać i sparodiować – jak choćby Junpei (ninja, który decyduje się zostać uczniem Largo i tytułuje go "l33t master", co w wolnym tłumaczeniu znaczy
"|-|@(|<mistrz" (Hackmistrz); wielki jaszczur Rent-a-zilla kroczący po ulicach niczym Godzilla, którego można wezwać w nagłych wypadkach; specjalny oddział policji walczący z wielkimi potworami za pomocą mechów; Ping – śliczny android płci żeńskiej zbudowany przez SONY; a także Yuki – piętnastolatka, która skrycie podkochuje się w Piro i pobiera u niego lekcje rysowania. Largo, który jest teoretycznie nauczycielem angielskiego (każe na siebie mówić Great Teacher Largo – Wielki Nauczyciel Largo (w mandze przetłumaczonej na polski, "Wielki Belfer Largo"), co odpowiada tytułowi mangi i anime Great Teacher Onizuka), w praktyce uczy swoich pupili języka l33t, wyjaśnia, jak grać w gry komputerowe aby wygrać, a także opowiada o hackingu. Dom i Ed (wcielenia przyjaciół Gallaghera i Castona) odpowiadają japońskiemu stereotypowi, mówiącemu, że każdy Amerykanin jest uzbrojony po zęby. Erika pracowała kiedyś jako seiyū. Prócz tego była piosenkarką i pop-idolką. Jej współlokatorka Kimiko dopiero rozpoczyna karierę. Z kolei jednym z najbardziej tajemniczych postaci jest Miho Tōya – najlepsza przyjaciółka Ping, która uwielbia się droczyć i toczyć gierki psychologiczne z Piro i Largo.
Megatokyo jest podzielone na rozdziały, z których każdy ma około 100 stron, przy czym rozdział 0 zawiera wszystkie epizody pochodzące jeszcze z okresu współpracy Gallaghera i Castona. Rozdział siódmy Known Bugs and Security Flaws rozpoczął się w sierpniu 2005 roku, a zakończył w czerwcu roku 2006.
Bohaterowie Megatokyo mówią po japońsku, choć niektórzy używają angielskiego, bądź też l33t (w przypadku bardziej skomplikowanych wypowiedzi u dołu ramki znajduje się tłumaczenie). W większości wypadków tekst mówiony po japońsku jest pokazany jako tekst w języku angielskim ujęty w ostry nawias <>. Nie wszyscy bohaterowie są poliglotami, stąd zdarzają się sytuacje, kiedy jedno nie rozumie drugiego – wtedy jest to podkreślone np. językiem japońskim zapisanym w rōmaji. Zazwyczaj tyczy się to Largo, który ni w ząb nie rozumie po japońsku.

### Rozdziały
- Rozdział 0 – "Megatokyo";
- Rozdział 1 – "Do you want to save before you quit?";
- Rozdział 2 – "things change little by little..";
- Rozdział 3 – "Am I Your Number One Fan?";
- Rozdział 4 – "Low Ping Rate";
- Rozdział 5 – "Color Depth";
- Rozdział 6 – "Operational Insecurity";
- Rozdział 7 – "Known Bugs & Security Flaws";
- Rozdział 8 – "Defect Mapping";
- Rozdział 9 – "overlo4d";
- Rozdział 10 – "A.F.K.";

Przerwy między numerami pasków oznaczają paski gościnne, omake, bądź inne paski nie powiązane bezpośrednio z tematem

## Główni bohaterowie
- Piro – Protagonista i wcielenie Freda Gallaghera. Według słów samego Gallaghera, Piro to jego wyidealizowany obraz z czasów studiów. Z pozoru to typowy amerykański "nerd", uwielbiający japońską popkulturę i gry komputerowe (chociaż w mniejszym stopniu niż Largo). Mówi płynnie po japońsku i zna język l33t, chociaż sam go nie używa. Jest też świetnym rysownikiem, chociaż absolutnie nie wierzy w swoje umiejętności – kolejne przerysowanie nawiązujące do Gallaghera.

Piro ma poważne problemy z kobietami; jego niska samoocena sprawia, że łatwiej odnajduje się w dating simach niż w rzeczywistych kontaktach międzyludzkich. Jest to o tyle zaskakujące, że w wielu grach tworzy kobiece postacie, w które wczuwa się bez większych problemów (Miho stwierdziła, że grając w Endgames uznała Piro za prawdziwą kobietę). W pierwszej części komiksu Piro często szuka rozwiązań swoich problemów w mangach i anime, zwłaszcza w gatunku shojo; z czasem uczy się jednak dogadywać z kobietami, choć nie bez problemów. Pomaga mu w tym Seraphim (w polskim tłumaczeniu: Serafina), uosobienie jego sumienia.
Imię "Piro" (wymawiane zgodnie z pisownią, "pi-ro", nie "pai-ro") pochodzi od imienia kota z ulubionej gry ren'ai Gallaghera, "Kanon".
Largo,zejdź proszę. I załóż spodnie.
- Largo – Drugi protagonista Megatokyo i wcielenie Rodneya Castona. Miłośnik gier komputerowych i piwa, osobnik "szybszy niż myśl". Uzdolniony hacker i konstruktor komputerów o dość... nietypowym podejściu. Potrafi jako izolacji elektrycznej użyć płatków śniadaniowych, a do chłodzenia komputera stosuje piwo; szczerze nienawidzi fabrycznie składanych komputerów, a nad swoim sprzętem pracuje zwykle nago, by zapobiec wyładowaniom elektrostatycznym. Po tym jak upija się na E3, Piro zabiera go do Japonii.

Biegle mówi językiem l33t, jednak absolutnie nie zna japońskiego. Przypadkiem otrzymuje pracę jako nauczyciel angielskiego w Liceum Shiritsu Daitou; swoim uczniom każe tytułować się "Great Teacher Largo" (nawiązanie do "Great Teacher Onizuka"). Nie uczy ich jednak angielskiego, lecz l33t, a swoje "lekcje" urozmaica wycieczkami do salonów gier i ćwiczeniami z rozbijania zgromadzeń otaku (czy, jak ich nazywa Largo, zombie). Oczywiście, zyskuje przez to wielką popularność wśród uczniów. Przez pewien czas Largo był też agentem Wydziału ds. Katastrof tokijskiej policji (TPCD), jednak po nieudanej akcji i nadużyciach finansowych został zwolniony.
Largo ma zaburzone poczucie rzeczywistości – widzi ją przez filtr gier komputerowych. Wszelkie masowe ruchy (jak choćby organizacje otaku) widzi jako hordy zombie, wiecznie pakuje się w kłopoty i naraża na uszkodzenia ciała, które w niesamowicie szybkim tempie regeneruje (w komiksie dwukrotnie leczył złamane ramię i raz nogę, zdarzyło mu się również być przez krótką chwilę sparaliżowanym). Równie nieprawdopodobna jest jego tolerancja na alkohol i odporność na syndrom dnia następnego.
Podejście Largo do kobiet jest trudne do określenia. Niekiedy traktuje je jak wyzwanie lub grę, kiedy indziej jak zło wcielone. Do drugiej kategorii zalicza m.in. Miho, do pierwszej – Erikę, z którą udało mu się nawiązać bliską, choć nieco nietypową znajomość. Mimo przedmiotowego niekiedy podejścia do urody Eriki, Largo traktuje ją z wielkim szacunkiem; dostrzega jej prawdziwy charakter pod brutalną i zimną maską.
Jeśli obaj tam zginiemy, to się nieźle wpienię.
- Hayasaka Erika (早坂 えりか) – Współlokatorka i przyjaciółka Kimiko. Niegdyś bardzo popularna idolka (piosenkarka) oraz seiyū, Eri-rin; mimo iż wycofała się z branży trzy lata temu (w bardzo kontrowersyjny sposób), nadal ma wielu fanów. Pracuje z Piro w Megagamers.

Erika wydaje się "twardą babą" – jest opanowana, cyniczna i bardzo niezależna; nie powstrzymuje się przed używaniem przemocy, jeśli czuje się zagrożona. Jej kariera załamała się, gdy jej narzeczony Hitoshi zerwał zaręczyny pod pretekstem "utrudniania jej rozwoju". Późniejsze złe doświadczenia z fanami sprawiły, że Erika zamknęła się w sobie i wyrobiła sobie złą opinię o mężczyznach. Jest przekonana, że przemawia do nich jedynie jej uroda.
Hayasaka mówi płynnie po angielsku i wydaje się rozumieć l33t, chociaż osobiście uważa ten język za dziecinadę. Jej kontakty z Largo, pierwotnie bardzo nieprzyjazne i brutalne, obecnie przerodziły się w nietypową, ale bliską przyjaźń.
Coś sobie ustalmy. Nie potrzebuję cię.
- Nanasawa Kimiko (七澤 希美子) – Współlokatorka i przyjaciółka Eriki. Pracuje jako kelnerka w restauracji Anny Miller, stawia też pierwsze kroki jako seiyū.

Kimiko jest na co dzień łagodną, nieśmiałą dziewczyną, chociaż w sytuacjach stresowych potrafi zachowywać się w nieprzewidywalny sposób. Ma bardzo niską samoocenę i nienawidzi ranić cudzych uczuć, chociaż często się jej to zdarza. Jak dotąd, wszystkie jej związki kończyły się katastrofą, głównie ze względu na jej niezrównoważony charakter i skrajne zachowania; Piro przekonuje się o tym wielokrotnie. Kimiko jest na zmianę nadopiekuńcza i okrutna, chociaż w żaden sposób tego nie kontroluje.
W pewnym momencie Kimiko otrzymuje rolę w grze Sight i zostaje zaproszona do audycji radiowej Mumu-chan's Voicevoice Paradise; po incydencie na antenie zyskuje armię fanów porównywalną z fandomem Eriki, chociaż okazuje się to być większym problemem niż przywilejem.
Kimiko nie mówi po angielsku; nie jest też w stanie zrozumieć, że Largo nie rozumie ani słowa po japońsku.
Przestańcie! Może ten biedny otaku właśnie nas słucha!
- Ping – Zrobotyzowane urządzenie do Playstation 2 stworzone przez SONY. W tajemniczy sposób trafiła w ręce Tsubasy, przyjaciela Piro. Obecnie Piro "zajmuje się" nią pod nieobecność Tsubasy.

Ping jest prototypem serii EDS (Emotional Doll System), modelem non-H (non-hentai); służy do symulacji w rzeczywistym świecie gier ren'ai. W pierwotnym założeniu miała być używana w połączeniu z dating simami, budując na ich podstawie własną osobowość, a następnie pomagając właścicielowi w poderwaniu prawdziwej dziewczyny i służąc jako pocieszycielka w razie porażki. Mówi wyłącznie po japońsku, choć możliwe jest zainstalowanie innych pakietów językowych.
Ping okazuje wielkie przywiązanie do Piro, chociaż bez większej wzajemności; ma bardzo ciepły, trochę naiwny charakter. Przyjaźni się z Miho.
Jej niedopracowane, pełne błędów i dziur oprogramowanie czasami czyni ją nieprzewidywalną. Gdy czuje się ignorowana lub odrzucona, wpada w berserk; Largo doprowadził ją do tego stanu dwukrotnie, w tym raz celowo. W szale bojowym Ping jest w stanie wyrywać słupy telefoniczne z ziemi i rzucać wielkimi ciężarami (np. żółwiami wielkości sporego budynku). Ostatnimi czasy Ping zmienia się nie do poznania – zarówno pod względem charakteru, jak i wyglądu. Prawdopodobnie jest to kolejna cecha jej systemu.
Panie Żółwiu, to było bardzo niegrzeczne!
- Tōya Miho – Mroczna i tajemnicza dziewczyna, "stara znajoma" Piro i Largo. Inteligentna i przebiegła, doskonale radzi sobie z całym wachlarzem gier, wliczając w to MMORPGi (Endgames). Biegle mówi po japońsku i angielsku, doskonale rozumie l33t. Zwykle ubiera się w stylu gosurori ("gothic lolita"), jednak jej charakteru bynajmniej nie można nazwać typowo "gotyckim". Ma złośliwe poczucie humoru i uwielbia gierki psychologiczne.

Niewiele wiadomo o przeszłości Miho (temat ten jest chyba najszerzej dyskutowany przez fanów). Notowana przez TPCD, zamieszana w awarię popularnego MMORPGa... Tyle pogłosek. Pewne jest, że uczy się w liceum Shiritsu Daitou, pracuje w klubie "Jaskinia Zła" (Cave of Evil) i ma problemy ze zdrowiem. Wydaje się rodzajem psychicznego wampira, przebywanie wśród ludzi pod wpływem silnych emocji poprawia jej samopoczucie.
Chociaż w Tokio Piro i Largo z początku jej nie rozpoznali, Miho poznała ich jeszcze przed ich przybyciem do Japonii. W przeszłości brali wspólnie udział w "Endgames", popularnej grze sieciowej, gdzie Miho wcielała się w rolę maga-wojownika (przez fanów komiksu nazwanego "Niho"). Wykorzystała tam ukrytą statystykę "emocjonalną", by zmanipulować większość graczy i zmusić ich postacie do służenia jej; jednak więź emocjonalna Niho z postacią Piro (Pirogoeth) obróciła machinacje Miho przeciw niej samej, prawdopodobnie powodując przeciążenie systemu i zabicie jej postaci.
Largo traktuje Miho jak potężną nadnaturalną istotę, "królową nieumarłych", albo po prostu Zło. Chociaż wydaje się to mało prawdopodobne, Miho jest rzeczywiście osobą niebezpieczną, a przynajmniej taką ma reputację. Jednak jej gierki potrafią zranić ją równie mocno jak jej ofiary, więc staje się coraz ostrożniejsza...
Być może jej zachowanie jest wynikiem jakiejś krzywdy; jej rodzice nie wydają się nią interesować, jest ciężko chora (dokładna natura tej choroby nie jest znana), a jej jedyną "rodziną" są współpracownicy z Jaskini Zła, Kenji i Waltah. Chociaż wydaje się toczyć wojnę podjazdową z Piro i (zwłaszcza) Largo, czasami sprawia wrażenie jakby chciała ich raczej poznać niż pokonać. Chociaż pierwotnie wykorzystywała Ping, by móc oddziaływać na obu protagonistów równocześnie, obecnie wydaje się zachowywać bardziej po ludzku, z większym szacunkiem dla uczuć androidki.
Oj, zazdrościsz mu, bo dobrze się czuje w swojej skórze.
- Seraphim – miniaturowy aniołek, agentka Agencji Sumień. Jej zadaniem jest obserwować działania Piro i kierować nim tak, by zachowywał się "odpowiednio". W trakcie komiksu pojawiają się na krótki czas dwie bliźniaczki Seraphim; można je odróżnić od oryginału wyłącznie po zachowaniu. Jedna z nich próbuje podbudować samoocenę Piro, druga utrudnia mu podejmowanie konstruktywnych decyzji.

Seraphim to komiksowe wcielenie żony Freda Gallaghera, Sary Wooden.
Nawet nie próbuj się wytłumaczyć. Oglądanie się za piętnastolatkami jest złe, i dobrze o tym wiesz.
- Boo – Chomik ze sztucznymi skrzydełkami, pierwotnie tymczasowy asystent Seraphim. Przydzielony do nadzorowania Largo. Po przeprowadzonej samowolnie akcji odbicia Seraphim (porwanej przez Asmodeusa) został awansowany do stopnia agenta. Porozumiewa się wyłącznie piskami ("Squeek!"), czasami w l33t ("Sq33k!"); utrudnia to jego zadanie, gdyż Largo każdy jego pisk traktuje jako aprobatę swoich zwariowanych działań. Wzorowany na chomiku Boo z gry "Baldur's Gate".

Sq34k!
- Asmodeus – Anty-sumienie Piro, które próbuje udaremnić wysiłki Seraphim; jego asystentem jest kot Belphegor. Wcielenie Kena Hashimoto, jednego z administratorów Forum Megatokyo.

Pff. Przynajmniej mógłby dać mnie popatrzeć.
- Junpei – Wysoko wykwalifikowany pracownik Korporacji Ninja, świadczącej m.in. usługi skrytobójcze i transportowe po okazyjnych cenach. Junpei posiada wszystkie umiejętności hollywoodzkiego ninja – potrafi poruszać się po dachach z dużym obciążeniem, jest świetnym wojownikiem i akrobatą, mało co jest w stanie wytrącić go z równowagi (nie licząc uroczych mrocznych dziewczyn). Pracuje też na tokijskim lotnisku jako "weteran wizowy" – jego zadaniem jest grać w Mortal Kombat z obcokrajowcami, którzy chcieliby dostać się do Japonii bez paszportu lub wizy. Oprócz tego ma oddzielny etat jako prawnik. Pokonany na lotnisku przez Largo, zostaje później jego uczniem i zgłębia tajniki l33t; w praktyce sprowadza się to do wyciągania "l33tmistrza" z kłopotów i dostarczania go do szkoły na jego lekcje. Mówi po japońsku, angielsku i niekiedy w l33t, niemiłosiernie kalecząc wszystkie trzy języki.

Wiele rzeczy jeszcze Junpei nie wie o l33tmistrzu...
- Sonoda Yuki (園田由紀) – 15-letnia uczennica gimnazjum przy Liceum Shiritsu Daitou. Córka inspektora Sonody z TPCD i "emerytowanej" magical girl, Meimi. Jej starszy brat, Yuuji, należy do "hordy" (otaku Eriki).

Yuki znalazła swojego czasu szkicownik Piro; od tego czasu próbuje zmusić go, żeby nauczył ją rysować, ale nigdy nie udaje im się dokończyć (a zwykle nawet zacząć) lekcji. Wydaje się, że jest zafascynowana Amerykaninem, chociaż twierdzi że to denerwujący i nudny typ, a ratują go tylko jego rysunki.
Mówi płynnie tylko po japońsku; rozumie angielski, ale niespecjalnie daje sobie z nim radę, natomiast l33t pozostaje dla niej czarną magią.
Wydaje się, że Yuki odziedziczyła po matce talenty magical girl – podobnie jak Meimi ma talent do przypadkowego przywłaszczania sobie cudzych rzeczy, zdarzają się także inne manifestacje jej mocy.
Może gdybym nie była taka nudna i bylejaka...